# やまだようこ
やまだようこ（山田洋子）は、日本の心理学者、京都大学名誉教授。

## 概要
岐阜市生まれ。１）1970年名古屋大学文学部哲学科心理学専攻卒、1976年同大学院教育学研究科教育心理学専攻博士課程退学。
愛知淑徳短期大学講師、助教授、２）88年「乳児期における言語機能の基礎過程としての認識行動とコミュニケーション行動の発達」で名古屋大学より教育学博士の学位を取得。３）４）５）愛知淑徳大学助教授、同教授を経て、1997年京都大学教育学部教授、同大学院教育学研究科教授、2012年定年退任、京都大学名誉教授。
立命館大学特別招聘教授を経て、立命館大学OIC総合研究機構上席研究員、６）立命館大学生存学研究所運営委員。もの語り心理学研究所長。専門は、生涯発達心理学、ナラティヴ（もの語り）心理学、質的心理学、言語発達研究、文化心理学など。
オックスフォード大学在外研究員、日本学術会議連携会員、日本心理学会理事、日本発達心理学会理事、日本質的心理学会理事等歴任。
2002年『質的心理学研究』を無藤隆、麻生武、南博文、サトウタツヤと共に創刊、2004年日本質的心理学会を創設し、初代編集委員長、第二代理事長、常任理事などを歴任。質的心理学のパイオニアの一人で、質的研究の新しい理論と方法論「モデル生成的現場（フィールド）心理学」を提唱した。子どもの0歳から3歳までのことばの発達を日誌研究からまとめた3部作『ことばの前のことば（日本保育学会賞受賞）』『ことばのはじまり』『ものがたりの発生』は幅広い読者から高い評価を得ている。ナラティヴ（もの語り）研究とビジュアル・ナラティヴ研究の第一人者でもあり、著書『喪失の語り』『私をつつむ母なるもの』、編著書『人生を物語る』などはロングセラーとして長く読み継がれている。外来の理論や方法を輸入するタイプの心理学研究に対して、「日本文化に根ざし世界にひらく」オリジナルな視点をもつ心理学研究を開発し、『私をつつむ母なるもの』に関連して書かれた「つつむ」は、中学国語教科書（教育出版）に掲載され、「ふろしき」などの日本文化の良さを見直す契機になった。俳人でもある（俳号：やまだふゆめ）。

## 主要著書
７）８）
- 『ことばの前のことば－ことばが生まれるすじみち1』新曜社 1987 子どものこころ
- 『私をつつむ母なるもの－イメージ画にみる日本文化の心理』有斐閣 1988
- 『集 やまだようこ著作集 第1巻 ことばの前のことば - うたうコミュニケーション』新曜社 2010
- 『やまだようこ著作集 第2巻 ことばのはじまり－意味と表象』新曜社 2019
- 『やまだようこ著作集 第3巻 ものがたりの発生－私のめばえ』新曜社 2019
- 『やまだようこ著作集 第4巻 質的モデル生成法－質的研究の理論と方法』新曜社 2020
- 『やまだようこ著作集 第5巻 ナラティヴ研究－語りの共同生成』新曜社 2021
- 『やまだようこ著作集 第7巻 人生心理学－生涯発達のモデル』新曜社 2021
- 『やまだようこ著作集 第8巻 喪失の語り－生成のライフストーリー』新曜社 2007
- 『やまだようこ著作集 第10巻 世代をむすぶ －生成と継承』新曜社 2012
- 『やまだようこ著作集　第6巻　ナラティヴ研究－語りの共同生成』新曜社　2021

## 主要編著・共編著
- 『講座生涯発達心理学 第1巻 生涯発達心理学とは何か 理論と方法』無藤隆と責任編集 金子書房 1995
- 『講座生涯発達心理学 第5巻 老いることの意味 中年・老年期』南博文と責任編集 金子書房 1995
- 『現場（フィールド）心理学の発想』編著 新曜社 1997
- 『コミュニケーションという謎』秦野悦子共編著 ミネルヴァ書房 1998 シリーズ/発達と障害を探る
- 『人生を物語る－生成のライフストーリー』編著 ミネルヴァ書房 2000
- 『カタログ現場心理学－表現の冒険』サトウタツヤ、南博文共編著 金子書房 2001
- 『生涯発達心理学』小嶋秀夫共編著 放送大学 2002
- 『ワードマップ 質的心理学－創造的に活用するコツ』無藤隆、南博文、麻生武、サトウタツヤ共編著 新曜社 2004
- 『質的心理学の方法－語りをきく』編著 新曜社 2007
- 『人生と病いの語り』編著 東京大学出版会 2008 質的心理学講座第2巻
- 『この世とあの世のイメージ 描画のフォーク心理学』編著 加藤善信、戸田有一、伊藤哲司共著 新曜社 2010
- 『質的心理学ハンドブック』麻生武、サトウタツヤ、能智正博、秋田喜代美、矢守克也共編著 新曜社 2013

翻訳
- ローレンス・J.フリードマン『エリクソンの人生 －アイデンティティの探求者　上下』西平直共監訳 鈴木眞理子、三宅真季子訳 新曜社 2003

## 参考
- やまだようこ著作集
- 研究者情報J-GLOBAL:
- 科学研究費研究プロジェクト kaken:
- 立命館大学　研究者学術情報データベース：
- 京都大学やまだようこ教授最終講義